# ليوناردو غاسيبا
ليوناردو غاسيبا دا سيلفا (بالبرتغالية: Leonardo Gaciba da Silva‏) (مواليد 26 يونيو 1971 في بيلوتاس) حكم كرة قدم برازيلي . قام بإدارة أول مباراة في سنة 1993 بين غواراني و غريميو فاروبيليا . في سنة 2005 أصبح حكما دوليا معتمدا من الاتحاد الدولي لكرة القدم .